# 7e régiment de grenadiers « roi Guillaume Ier » (2e régiment d'infanterie prussien-occidental)
Pour les articles homonymes, voir 7e régiment.
Le 7e régiment de grenadiers « roi Guillaume Ier » (2e régiment d'infanterie prussien-occidental) est une unité d'infanterie de l'armée prussienne.

## Histoire
Le régiment est créé par ordre du cabinet du 23 août 1797, avec effet au 1er octobre 1797 (jour de la fondation), et a à l'époque des emplacements à Bartenstein, Schippenbeil, Friedland et Preussisch Eylau. Avec une brève interruption, l'unité est subordonnée à la 9e brigade d'infanterie de 1820 à 1852. Par la suite, elle est associée à la 18e brigade d'infanterie. En 1855/59, elle est subordonnée à la 19e brigade d'infanterie, puis est réaffectée à la 18e brigade d'infanterie.
Les uniformes sont rouges avec un numéro de régiment jaune.
Il participe à la bataille de Christburg en 1807 et au siège de Dantzig contre le Premier Empire et en 1812 à la bataille d'Olai contre l'Empire russe. De 1813 à 1815, le régiment combat dans plusieurs batailles contre Napoléon Bonaparte puis à Posen (1848), contre l'empire d'Autriche dans la guerre austro-prussienne (1866) et dans la guerre franco-prussienne contre le Second Empire.

### Première Guerre mondiale
Le 7 août 1914, le régiment incorporée dans la Première Guerre mondiale sous la 18e brigade d'infanterie, 9e division d'infanterie, 5e corps d'armée dans la 5e armée.

### Après-guerre
Après l'armistice de Compiègne, le régiment revient à la garnison de Liegnitz, où l'unité est démobilisé à partir du 19 décembre 1918. À partir de certaines de ses parties, le 7e régiment de grenadiers volontaires ("Blücher") est formé avec deux bataillons et une compagnie de MG et MW. Le corps franc appartient au corps des volontaires "Silésie" et est initialement déployé à Oels et à partir de mars 1919 dans la section de protection des frontières de Neisse. Avec la formation de la Reichswehr provisoire, les troupes sont intégrées au 57e régiment de fusiliers de la Reichswehr.
La tradition est reprise dans la Reichswehr par décret du 24 août 1921 du chef du commandement de l'armée général de l'infanterie Hans von Seeckt, par les 7e et 8e compagnies du 8e régiment (prussien) d'infanterie stationné à Liegnitz.

## Chefs de régiment
Le roi Frédéric-Guillaume II est nommé le premier chef du régiment le 12 septembre 1797 par le lieutenant général et plus tard le maréchal Wilhelm René de l'Homme de Courbière (de). Après sa mort, le colonel de l'époque et futur empereur allemand Guillaume Ier se voit attribuer cette haute fonction le 6 juin 1817.

## Commandants
| Grade                 | Nom                                               | Date                                                        |
| --------------------- | ------------------------------------------------- | ----------------------------------------------------------- |
| Major/Oberstleutnant  | David von Neumann (de)                            | 17 septembre 1797 au 11 septembre 1802                      |
| Oberstleutnant/Oberst | August Heinrich von Schmettau                     | 30 septembre 1802 au 21 janvier 1808                        |
| Oberst                | Friedrich Wilhelm Bülow von Dennewitz             | 22 janvier à août 1808                                      |
| Oberstleutnant/Oberst | Georg Dubislav Ludwig von Pirch                   | 4 septembre 1809 au 7 mars 1813                             |
| Major/Oberstleutnant  | Frédéric-Guillaume-Charles-François d'Anhalt (de) | 8 mars au 6 décembre 1813 (chargé de la direction)          |
| Oberstleutnant/Oberst | Florian von Seydlitz                              | 14 décembre 1813 au 28 mars 1821                            |
| Oberstleutnant        | Franz von Steinäcker                              | 29 mars 1821 au 10 septembre 1822                           |
| Oberstleutnant/Oberst | Emanuel Joseph Sigismund von Borwitz (de)         | 30 octobre 1822 au 26 mars 1831                             |
| Oberstleutnant/Oberst | August Ferdinand von Arnauld de la Perière (de)   | 11 décembre 1830 au 9 février 1831 (chargé de la direction) |
| Oberst                | August Ferdinand von Arnauld de la Perière        | 10 février 1831 au 29 mars 1837                             |
| Oberstleutnant        | Michael Friedrich Kowalzig (de)                   | 30 mars 1837 au 13 janvier 1838 (chargé de la direction)    |
| Oberstleutnant/Oberst | Michael Friedrich Kowalzig                        | 14 janvier 1838 au 24 mars 1841                             |
| Oberstleutnant        | Wilhelm von Schuckmann (de)                       | 25 mars au 11 septembre 1841 (chargé de la direction)       |
| Oberstleutnant/Oberst | Wilhelm von Schuckmann                            | 12 septembre 1841 au 15 juin 1846                           |
| Oberstleutnant        | Karl von Kropff                                   | 16 juin au 24 septembre 1846 (chargé de la direction)       |
| Oberstleutnant/Oberst | Karl von Kropff                                   | 25 septembre 1846 au 2 août 1848                            |
| Oberstleutnant/Oberst | Karl Maximilian von Mauschwitz (de)               | 3 août 1848 au 16 février 1853                              |
| Oberstleutnant/Oberst | Karl von Plonski                                  | 17 février 1853 au 3 avril 1857                             |
| Oberstleutnant/Oberst | Wilhelm vom Sommerfeld                            | 4 avril 1857 au 30 mai 1859                                 |
| Oberst                | Robert von Frankenberg und Ludwigsdorf (de)       | 31 mai 1859 au 16 décembre 1863                             |
| Oberstleutnant/Oberst | Fedor von Rekowski                                | 17 décembre 1863 au 13 août 1865                            |
| Oberstleutnant/Oberst | William von Voigts-Rhetz                          | 14 août 1865 au 13. Juli 1870                               |
| Oberstleutnant/Oberst | Julius von Koethen                                | 14. Juli 1870 au 8 mai 1871                                 |
| Oberstleutnant        | Rudolf von Bercken (de)                           | 9 mai au 2 juin 1871 (chargé de la direction)               |
| Oberstleutnant/Oberst | Rudolf von Bercken                                | 3 juin 1871 au 10 mars 1876                                 |
| Oberstleutnant/Oberst | Wilhelm von Schlieffen (de)                       | 11 mars 1876 au 14 décembre 1881                            |
| Oberst                | Fritz Malotki von Trzebiatowski (de)              | 15 décembre 1881 au 6 décembre 1886                         |
| Oberstleutnant        | Maximilian von Buch (de)                          | 7 décembre 1886 au 14 janvier 1887 (chargé de la direction) |
| Oberst                | Maximilian von Buch                               | 15 janvier 1887 au 23 mars 1890                             |
| Oberst                | Raimund von Caprivi                               | 24 mars 1890 au 24 mars 1893                                |
| Oberst                | Otto von Liebermann                               | 25 mars 1893 au 17 octobre 1896                             |
| Oberst                | Otto von Lüdinghausen genannt Wolff (de)          | 18 octobre 1896 au 15 novembre 1899                         |
| Oberst                | Eugen von der Osten                               | 16 novembre 1899 au 26 janvier 1902                         |
| Oberst                | Georg von Lüttwitz                                | 27 janvier 1902 au 18 décembre 1905                         |
| Oberst                | Erwin von Kleist                                  | 19 décembre 105 au 21 mars 1910                             |
| Oberst                | Siegfried von der Borch                           | 22 mars 1910 au 21 mars 1912                                |
| Oberst                | Bodo von Unruh                                    | 22 mars 1912 au 13 juin 1914                                |
| Oberst                | Gustav von Waldersee                              | 14 juin au 6 août 1914                                      |
| Major                 | Oscar de Prusse                                   | 7 août au 5 octobre 1914                                    |
| Oberstleutnant        | Friedrich von Raumer                              | 5 octobre 1914 au 20 décembre 1917                          |
| Major                 | Friedrich von Amann (de)                          | 21 décembre 1917 au 17 décembre 1918                        |